# Hvaldimir

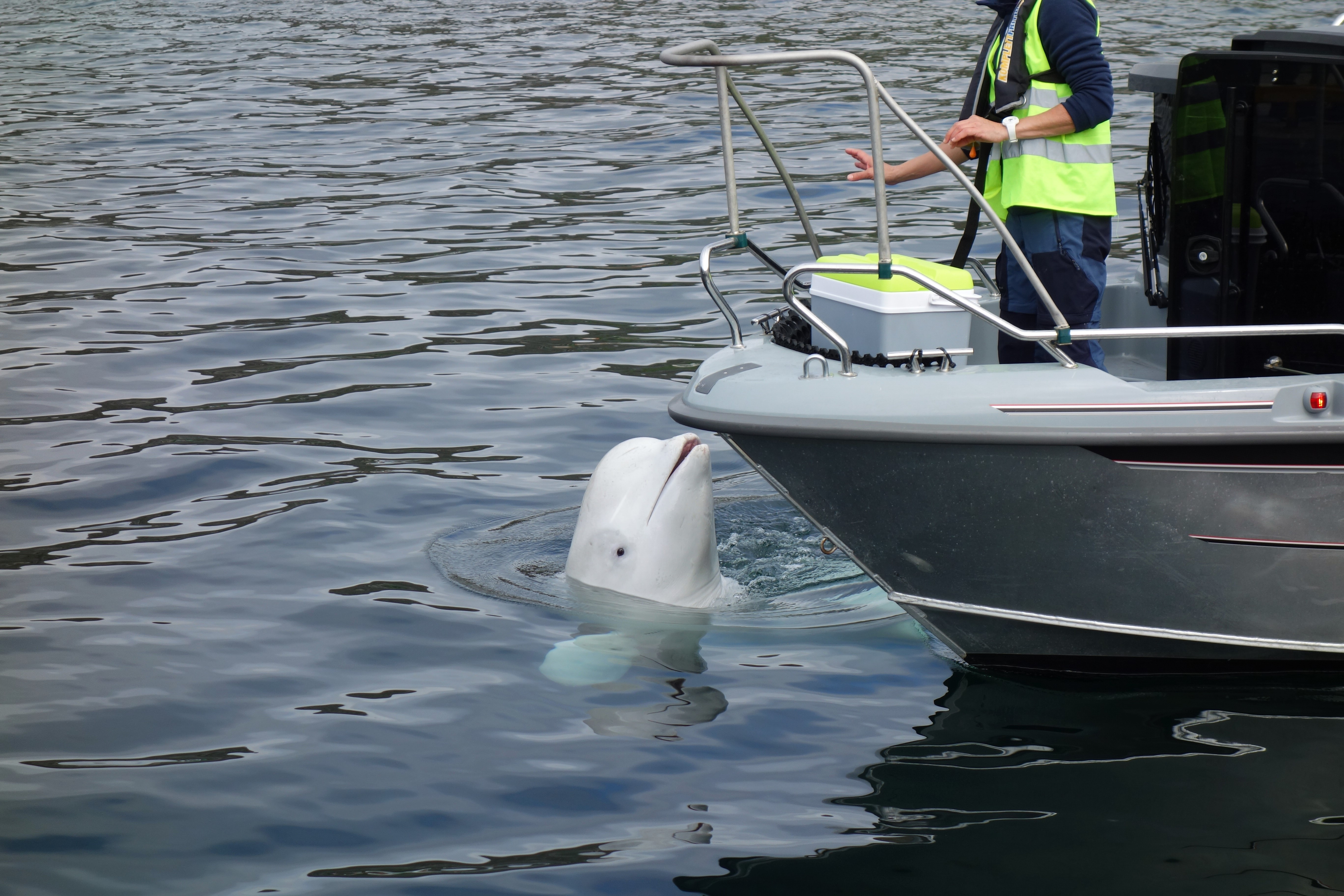
Im Hafen von Hammerfest

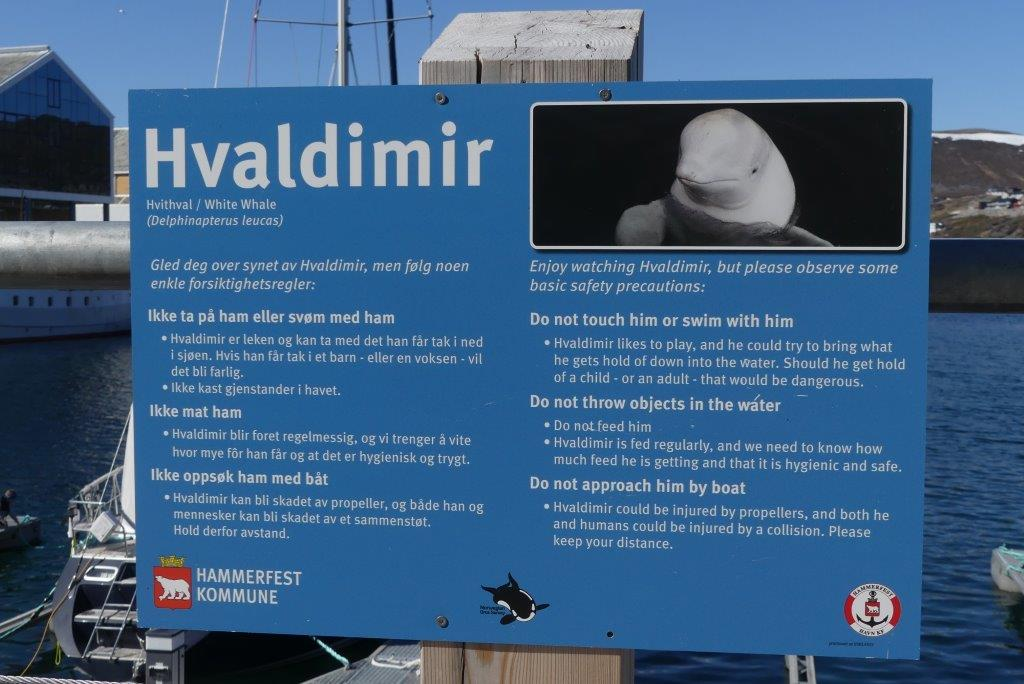
Hinweistafel zu Hvaldimir

Hvaldimir war ein Belugawal, der sich im April 2019 im Norden Norwegens wiederholt Fischern näherte; offensichtlich war das Tier an Menschen gewöhnt. Der Wal trug ein Geschirr mit Kamerahalterung und dem Aufdruck „Ausrüstung St. Petersburg“ in englischer Sprache. Es wurde spekuliert, dass der Wal von der russischen Marine zu Spionagezwecken ausgebildet worden war. In einer Abstimmung im Internet erhielt das Tier den Spitznamen Hvaldimir, eine Kombination des norwegischen Wortes für Wal, Hval, mit dem Vornamen des russischen Präsidenten Wladimir Putin.
Im August 2024 wurde Hvaldimir tot im Wasser treibend in der Nähe von Stavanger im Süden Norwegens aufgefunden. Zunächst wurde vermutet, er sei erschossen worden, eine Obduktion ergab jedoch eine bakterielle Infektion als Todesursache.

## Geschichte

### 2019: Auftauchen
Der Wal erschien am 26. April 2019 nördlich von Hammerfest vor der Insel Ingøy bei einer Gruppe von Fischerbooten. Er trug ein eng anliegendes Geschirr, das er an den Booten abzustreifen versuchte. Es gelang den Fischern, den Wal von seinem Geschirr zu befreien; sie fanden den Aufdruck „Ausrüstung St. Petersburg“ auf einer Schnalle. Auch nachdem er von dem Geschirr befreit worden war, blieb der Beluga mehrere Tage in der Nähe der Fischer. Er ließ sich kraulen, bettelte um Futter und spielte Apportieren. Auch folgte er den Booten bis in den Hafen von Hammerfest.
Nachdem der Beluga in Hammerfest angekommen und dort in Hafennähe geblieben war, kamen Menschen zum Hafen, um das Tier zu sehen und wenn möglich auch zu streicheln. Eine junge Frau verlor, als sie sich vorbeugte, ihr Smartphone, das im Hafenbecken versank. Wenig später tauchte der Beluga mit dem Smartphone im Maul auf und gab es der jungen Frau zurück. Ein Video des Zwischenfalls wurde auf Instagram gepostet.
Der norwegische Rundfunk NRK rief die Öffentlichkeit auf, einen Namen für den zutraulichen, der russischen Spionage verdächtigten Beluga zu wählen. 25.000 Menschen nahmen an der Wahl teil und entschieden sich mehrheitlich für Hvaldimir, ein Kunstwort aus dem norwegischen Wortes für Wal, Hval, und dem Vornamen des russischen Präsidenten Wladimir Putin. Hvaldimirs Alter wurde auf 8 bis 10 Jahre geschätzt. Bei einer Länge von 3,60 Meter wurde ein Gewicht von etwa 570 Kilogramm angenommen.
Aufgrund seiner Zutraulichkeit wurde befürchtet, Hvaldimir könne nicht mehr für sich selbst sorgen und keinen Anschluss an eine Belugagruppe finden. Die norwegische Fischereibehörde und die Polizei riefen die Öffentlichkeit auf, den Wal nicht zu füttern oder anzulocken. Man warnte, das Tier könne aggressiv reagieren oder zu stark von Menschen abhängig werden, wie zum Beispiel der Orca Keiko. Es gab Überlegungen, den Wal in eine Auffangstation in Island zu bringen, wo sich bereits zwei Belugas aus China aufhielten.
Die Organisation „Norwegian Orca Survey“ (NOS) übernahm die Fütterung Hvaldimirs. Über die „Hvaldimir Foundation“ wurden Spenden gesammelt. Der Hafen von Hammerfest war kein idealer Aufenthaltsort für Hvaldimir; verschmutztes Wasser und reger Schiffsverkehr waren nicht unerhebliche Risiken. Zeitweise zeigte Hvaldimir Zeichen von Unterernährung.
Am 19. Juli 2019 verließ Hvaldimir den Hafen von Hammerfest und wurde etwa 50 Kilometer entfernt gesichtet. Möglicherweise war er einem Boot gefolgt. In den folgenden Wochen hielt sich Hvaldimir an verschiedenen Orten rund um die Insel Seiland südlich von Hammerfest auf, unter anderem in der Nähe einer Lachsfarm. Versuche, ihn nach Hammerfest zurückzulocken, schlugen fehl. Beobachtungen ließen jedoch darauf schließen, dass der Beluga sich mittlerweile eigenständig Nahrung suchte.
Am 30. August 2019 tauchte Hvaldimir nach über einem Monat wieder in Hammerfest auf. Er hatte Gewicht verloren, schien jedoch gesund, aber erschöpft. Nach einigen Tagen der Ruhe, in denen er wieder gefüttert wurde, machte Hvaldimir sich am 6. September 2019 erneut auf die Reise nach Seiland.
Anfang November 2019 ging ein Video durch die Medien, auf dem ein Beluga einen ins Wasser geworfenen Rugbyball zu einem Boot zurückbringt. Hvaldimir Foundation bestätigte, dass es sich dabei um Hvaldimir handelte.

### 2023: Erneute Sichtung
Ende Mai 2023 tauchte Hvaldimir erneut in den Medien auf. Es wurde berichtet, dass der „Spionagewal“ Norwegen verlassen habe und sich nun vor der schwedischen Südwestküste aufhalte; es gab eine Sichtung in der Nähe des Ortes Hunnebostrand nördlich von Göteborg. Wenige Tage zuvor war der Wal noch in der Nähe von Oslo gesehen worden. In den drei davorliegenden Jahren hatte sich das Tier nur langsam von seinem ursprünglichen Aufenthaltsort wegbewegt, zuletzt aber an Tempo zugelegt. Es wurden hormonelle Gründe und die Einsamkeit als Ursachen vermutet; allerdings dürften Artgenossen des Wales eher in nördlicher Richtung zu finden sein.

### 2024: Tod
Am 31. August 2024 wurde Hvaldimir tot im Wasser treibend nahe Stavanger (Norwegen) gefunden. Eine Obduktion sollte Klarheit über die Todesursache geben.
Auf Fotos und Videoaufnahmen sichtbare Verletzungen wurden zunächst als Schusswunden gedeutet, woraufhin Tierschutzorganisationen Anzeige bei der Polizei erstatteten. Die Autopsie ergab jedoch keine Hinweise auf Schussverletzungen. Allerdings steckte im Mund des Belugas ein etwa 35 cm langer und 3 cm dicker Stock. Der Magen war leer und Organe waren stark geschädigt. Möglicherweise war das Tier verhungert, und die Wunden stammten von Vögeln und Parasiten, die sich über den Kadaver hergemacht hatten. Die Tierschutzorganisation NOAH äußerte Zweifel an dieser Theorie, doch die Polizei stellte die Ermittlungen aufgrund der Autopsieergebnisse ein. Anfang Oktober 2024 wurden die Obduktionsergebnisse bekanntgegeben, nach denen Hvaldimir wahrscheinlich an einer bakteriellen Infektion als Folge einer Wunde im Mund verstorben war.

## Herkunftstheorien
Zunächst wurde vermutet, dass Hvaldimir von der russischen Marine zu Spionagezwecken ausgebildet worden war. Die Gegend, in der der Beluga auftauchte, ist nicht weit von der norwegisch-russischen Grenze und etwas mehr als 400 km vom russischen Marinestützpunkt Murmansk entfernt. Das russische Verteidigungsministerium wies die Unterstellung zurück.
Eine andere Theorie sieht Hvaldimir ausgebildet zur Arbeit mit Kindern. Das Geschirr habe zum Ziehen von Booten mit Kindern gedient. Laut der Diplom-Biologin und Wissenschafts-Journalistin Bettina Wurche ist Hvaldimir ein Therapie-Wal, der in Russland verletzt aufgefunden, gesund gepflegt und seit 2008 am Weißen Meer zur Therapie von kranken und behinderten Kindern eingesetzt worden war. Sein russischer Name war Semjon.
Aufgrund der Inschrift „Equipment St. Petersburg“ (Ausrüstung St. Petersburg) in englischer Sprache gab es auch die Vermutung, Hvaldimir könnte aus einem US-amerikanischen Trainingszentrum für Delfine und Wale in Saint Petersburg, Florida, entwichen sein (das es jedoch nicht gibt). Allerdings schien Hvaldimir keine derart große Entfernung zurückgelegt zu haben.
Im November 2024 berichtete die ukrainische Meeresbiologin Olga Shpak, sie habe das Rätsel um Hvaldimirs Herkunft gelöst. Shpak, die bis 2022 in Russland an der Erforschung von Meeressäugern gearbeitet hatte, habe erfahren, dass ein Beluga namens Andruha, der 2013 im Ochotskischen Meer gefangen und ein Jahr später in das Militärprogramm in der russischen Arktis verlegt worden war, vermisst wurde. Andruha sei beim russischen Militär zur Bewachung eines Marinestützpunktes am Polarkreis ausgebildet worden, dabei aber entwichen.

## Trivia
Vom norwegischen Fotografen Aleksander Nordahl aufgenommene Fotos von Hvaldimir schafften es bei der Wahl der Gewinner der Sony World Photography Awards 2021 in die Shortlist unter der Kategorie „Wildlife“.
Im 2022 erschienenen Kriminalroman Mørk von Franziska Hidber und Christian Ruch wird die Geschichte von Hvaldimir literarisch verarbeitet.